# -どこでもいっしょ- トロと流れ星
『-どこでもいっしょ- トロと流れ星』（-どこでもいっしょ- トロとながれぼし）は、2004年4月1日にPlayStation 2用としてソニー・コンピュータエンタテインメントが発売したゲームソフト。同年7月に迎えた『どこでもいっしょ』5周年企画（ありがトロ・キャンペーン）の第1弾タイトルとして開発・販売された。

## 概要
プレイヤーが主人公になり、途中で知り合うトロと共に夢咲街にバラバラになった流れ星のかけらを、街の住民やポケピたちと交流しあいながら探し集める。従来のお話しゲームの要素はそのままに、アドベンチャーを盛り込んだゲームに仕上がっている。
これまでのシリーズキャラクターであるトロをはじめとするポケピ（ほかにジュン・ピエール・リッキー・スズキ）に加え、新しいポケピが多数加わった。
このゲームの主題歌は「星に願いを  (When You Wish Upon A Star)」で、つじあやのをボーカルに迎えた。ゲームの冒頭やエンディングで聴けるほか、このゲームのサウンドトラック (VIZL-117) にも所収している。このほかゲーム本編で各章のタイトルコールを、つじあやのがしており、こちらもそれぞれサウンドトラックに所収。

## 登場キャラクター

### 主人公
主人公
夢咲町の夢見荘に引っ越してきた。その後まもなくトロと出会うことになる。プレイヤー自身が操作をする唯一のキャラクター。操作キャラクターは、男の子・女の子から選択できる。

### ポケピ
カッコ内はポケピ（動物）の種類。
トロ（ネコ）
主人公が初めて出会うポケピ。今回は家のトイレから登場する。人間になるのが夢の無邪気なネコでちょっぴりエッチ。流れ星のかけらを探し集めるために主人公と一緒に町をめぐる。語尾は「ニャ」。本名は井上トロ。
ジュン（ウサギ）
自称、恋愛の旅人（・達人）。紅白出場が目標なだけ、カラオケの練習に日々勤しむ。スナック来夢でアルバイトをしている。語尾は「ピョン」「ウサ〜」「ッス」。本名は三原ジュン。
ピエール（イヌ）
パリが好きなイヌでお母さん（ママン）を常に気にかける。世話好きで頭脳明晰で外国語や花言葉などの知識が豊富。占いテントで迷える人にアドバイスを行う。語尾は「わン」。本名は山本ピエール。
リッキー（カエル）
地方出身のカエル。ニオイフェチで格闘好きで世界最強のカエルをめざす。願法寺で教えた言葉で作った俳句を採点してくれる。語尾は「ダス」「ケロ」。
スズキ（ロボット）
超高性能ロボット。理屈っぽい理論を好み、将来の夢はノーベル賞受賞。夢咲町では、工場で研究に励む。語尾は「ロボ」「なのだ」。本名はR（アール）・スズキ。

### 新ポケピ
以降はこの作品で初登場。シリーズ開発元のビサイドによるデザインではない（ココを除く）ため、正式なポケピとして扱われていないが、PSP版『どこでもいっしょ』の絵にっきには登場する。
アンドリュー（ニワトリ）
ウラ山に住む「パンク」なテイストなニワトリ。真っ赤で長く立てた鶏冠がパンクの象徴。好きな言葉は「ノーフューチャー」語尾は「ウケッ」。
キッコ（サル）
大きなメガネをかける自称・敏腕記者のサル。夢見荘にも掲示する「キッコのウキウキ新聞」で自分が入手したスクープやインタビューを掲載する。語尾は「ッキ」。
ミンミン（パンダ）
主人公の前に現れては首を突っ込みたがる元気っ子。中盤からは主人公の性別問わず毎回プレゼントを差し出す。
ココ（リス）
気が弱くちょっとしたことで気を失ってしまうリス。気を失ってもシッポがクッションになる。キャラクターデザイン自体は初代『どこでもいっしょ』開発時に準主役として起こされたものであることが後に発売された『トロともりもり』内のギャラリーで確認できる。
ミツル（シカ）
曲がったことが大嫌いなシカ。
サチエ（シカ）
ミツルの妹で、ミツルのポジティブな性格と裏腹に自分に自信が持てずネガティブな言動が多い。
ボギー（ハムスター）

シーザー（イヌ）

ノラ（ネコ）
色はクロ同様黒いが性格はさすらい風。

## ゲームの特徴
『私なえほん』と同様、最初にゲームを始めるとき、『トロと休日』と、『私なえほん』の両方で教えたコトバをそのまま引き継がせることも可能。
本作から初めて、漢字入力も（含めて合わせて10字）可能になり、同時に振り仮名も入力できるようになった。